# Brachypodella
Genre
Cylindrella (les cylindrelles en français) est un genre de mollusques gastéropodes, de la famille des Urocoptidae, dans le sous-ordre des Helicina.

## Liste des espèces
Selon WoRMS (site visité le 21 mars 2022), le genre compte 318 espèces. Selon le MNHN (site visité le 21 mars 2022), le genre compte les 5 espèces suivantes :
- Cylindrella aequatoria Morelet, 1873
- Cylindrella apiostoma L. Pfeiffer, 1857
- Cylindrella boucardi L. Pfeiffer, 1857
- Cylindrella concisa Morelet, 1849
- Cylindrella dautzenbergiana Crosse, 1891

autres noms :
- Cylindrella cretacea
- Cylindrella elegans Pfeiffer
- Cylindrella leucopleura